# Cannon Falls
Cannon Falls és una població dels Estats Units a l'estat de Minnesota. Segons el cens del 2000 tenia 3.795 habitants.

## Demografia
Segons el cens del 2000, Cannon Falls tenia 3.795 habitants, 1.550 habitatges, i 996 famílies. La densitat de població era de 365,4 habitants per km².
Dels 1.550 habitatges en un 32,6% hi vivien nens de menys de 18 anys, en un 51,4% hi vivien parelles casades, en un 9,7% dones solteres, i en un 35,7% no eren unitats familiars. En el 31,2% dels habitatges hi vivien persones soles el 14,8% de les quals corresponia a persones de 65 anys o més que vivien soles. El nombre mitjà de persones vivint en cada habitatge era de 2,4 i el nombre mitjà de persones que vivien en cada família era de 3,03.
Per edats la població es repartia de la següent manera: un 26,5% tenia menys de 18 anys, un 7,6% entre 18 i 24, un 29,2% entre 25 i 44, un 19,5% de 45 a 60 i un 17,2% 65 anys o més.
L'edat mediana era de 37 anys. Per cada 100 dones de 18 o més anys hi havia 89,9 homes.
La renda mediana per habitatge era de 40.721 $ i la renda mediana per família de 53.903 $. Els homes tenien una renda mediana de 37.095 $ mentre que les dones 24.906 $. La renda per capita de la població era de 20.820 $. Entorn del 3,5% de les famílies i el 5,6% de la població estaven per davall del llindar de pobresa.

## Poblacions més properes
El següent diagrama mostra les poblacions més properes.